# Virtuální posunutí
Jako virtuální posunutí {\displaystyle \delta \mathbf {r} _{i}} se označuje infinitezimální změna souřadnic (tedy posunutí), při které nedochází ke změně času. Označuje se jako virtuální a nikoliv jako reálné proto, že žádné skutečné posunutí nemůže nastat beze změny času.
Totální derivaci složek polohového vektoru {\displaystyle \mathbf {r} _{i}}, které jsou funkcemi jiných proměnných {\displaystyle \{q_{1},q_{2},...,q_{m}\}} a času {\displaystyle t}, může být vyjádřena jako
{\displaystyle \mathrm {d} \mathbf {r} _{i}={\frac {\partial \mathbf {r} _{i}}{\partial t}}\mathrm {d} t+\sum _{j=1}^{m}{\frac {\partial \mathbf {r} _{i}}{\partial q_{j}}}\mathrm {d} q_{j}}
Při virtuálním posunutí je však čas konstantní, tzn. {\displaystyle \mathrm {d} t=0}, pro virtuální posunutí tedy dostáváme
{\displaystyle \delta \mathbf {r} _{i}=\sum _{j=1}^{m}{\frac {\partial \mathbf {r} _{i}}{\partial q_{j}}}\delta q_{j}}
Tento vztah se používá v lagrangeovské mechanice k určení vztahu mezi zobecněnými souřadnicemi, virtuální prací a zobecněnými silami.